# Alfa Monocerotydy
alfa Monocerotydy (α Monocerotydy, AMO) – rój meteorów aktywny od 15 do 25 listopada. Jego radiant znajduje się w gwiazdozbiorze Jednorożca. Maksimum roju przypada na 21 listopada, jego aktywność jest nieregularna a obfitość roju zmienna. Prędkość meteorów z roju wynosi 60 km/s. alfa Monocerotydy są rojem pochodzenia kometarnego.
Rój ten został zaobserwowany po raz pierwszy w nocy z 20 na 21 listopada 1925 roku przez amerykańskiego obserwatora F. T. Bradleya. Podwyższoną aktywność  roju rejestrowano w latach 1935, 1985 i 1995. W 1995 roku krótkoterminowy wskaźnik obfitości osiągnął wartość 420 meteorów/h, przy czym główny szczyt obfitości trwał zaledwie 5 minut, a cały rozbłysk aktywności tylko pół godziny.